# جان-لويس يفبفر
جان-لويس يفبفر (بالفرنسية: Jean Lefebvre de Cheverus)‏ (و. 1768 – 1836 م) هو كاهن كاثوليكي، وسياسي فرنسي، توفي في بوردو، عن عمر يناهز 68 عاماً.

## مناصب
تولى منصب كاردينال (منذ 1 فبراير 1836)
- أسقف كاثوليكي (منذ 1 نوفمبر 1810)
- مطران كاثوليكي
- Pair of France ‏
- مطران  [لغات أخرى]‏
- مطران  [لغات أخرى]‏

.

## التعليم
تعلم في مدرسة لويس الكبير الثانوية، وتعلم في جامعة باريس
.

## جوائز
حصل على جوائز منها:
- Commander of the Order of the Holy Spirit ‏
- فارس ترتيب سانت ميشيل

## روابط خارجية
- جان-لويس يفبفر على موقع الموسوعة البريطانية (الإنجليزية)